# Eyes Cream
 (mai 2024).
Eyes Cream est l'alter ego du DJ, producteur, compositeur et chanteur italien Agostino Carollo. 

## Histoire
En 2000, il atteint la première place du classement Hot Dance Music/Club Play avec Fly Away (Bye Bye). Cette chanson est entièrement écrite, produite, interprétée et chantée par lui-même. Le clip officiel est tourné à Milan (Italie) et met également en scène son frère Francesco. Il atteint de nouveau le Top 10 des palmarès dance en 2002 avec Open Up Your Mind, qui atteint la dixième place, avec la participation vocale de Stephanie Haley. 

## Discographie

### Singles
| 1999                                              | Fly Away (Bye Bye) | 1 | 67 | 53 | 1  | Singles inédits |
| 1999                                              | Magdalena          | — | —  | —  | —  | Singles inédits |
| 2002                                              | Open Up Your Mind  | — | —  | —  | 10 | Singles inédits |
| « — » signifie qu'aucun classement n'est atteint. |                    |   |    |    |    |                 |